# Aeroporto de Bordéus-Mérignac
O Aeroporto de Bordéus-Mérignac (IATA: BOD, ICAO: LFBD) (em francês: Aéroport de Bordeaux-Mérignac) é um aeroporto internacional de Bordéus, no sudoeste da França. Está situado na comuna de Mérignac, 12 km (7,5 milhas) a oeste de Bordéus, no departamento da Gironda. Tem principalmente voos para destinos metropolitanos e de lazer na Europa, Norte de África e Canadá, e serve de base para a easyJet e a Volotea.